# 宽叶羊胡子草
宽叶羊胡子草（学名：Eriophorum latifolium），为莎草科羊胡子草属下的一个植物种。